# Doliocarpus lombardii
Doliocarpus lombardii är en tvåhjärtbladig växtart som beskrevs av Aymard. Doliocarpus lombardii ingår i släktet Doliocarpus och familjen Dilleniaceae. Inga underarter finns listade i Catalogue of Life.